# Nguyễn Tường Tam
Nguyễn Tường Tam (1906-1963), plus connu sous le nom de plume de Nhất Linh, est un écrivain, journaliste, dessinateur et homme politique vietnamien du XXe siècle. Il fut l'un des fondateurs du Groupe littéraire autonome en 1932 et le rédacteur en chef des revues Phong Hóa (Mœurs) et Ngày Nay (Temps Actuels). Il fut également le fondateur du Parti populaire et démocratique du Grand Viet Nam (Đại Việt Dân Chính) et un dirigeant du Parti National du Viêt-Nam (Việt Nam Quốc Dân Đảng) à partir de 1945. Il fut le ministre des Affaires étrangères du gouvernement d'Union et de Résistance de mars 1946, présidé par Hồ Chí Minh. Il se suicida à Saïgon le 7 juillet 1963.

## Biographie
Il est né le 25 juillet 1906 à la sous-préfecture de Cẩm Giàng, dans la province de Hải Dương. La terre natale de son père se trouve au village de Cẩm Phô, district de Dien Ban dans la province de Quảng Nam.
Son grand-père paternel, Nguyễn Tường Tiếp, était chef de district (tri huyện) de Cẩm Giàng. Il eut un fils unique Nguyễn Tường Chiếu (alias Nhu) qui mourut prématurément en 1918 à l'âge de 37 ans. Il eut de son union avec Lê Thị Sâm sept enfants (6 garçons, 1 fille) :
- Nguyễn Tường Thụy, directeur général des postes
- Nguyễn Tường Cẩm, ingénieur agronome, directeur du journal Ngày Nay
- Nguyễn Tường Tam, écrivain sous le nom de plume Nhất Linh
- Nguyễn Tường Long, écrivain sous le nom de plume Hoàng Đạo
- Nguyễn Thị Thế (a écrit les mémoires de la famille)
- Nguyễn Tường Lân, écrivain sous le nom de plume Thạch Lam
- Nguyễn Tường Bách, docteur.

Trois de ces sept enfants allaient devenir des écrivains célèbres dans les années 30. 
La famille de Nguyễn Tường Tam vivait à Cẩm Giàng, un petit district rural. Lorsque le père encore jeune s'éteignit, la famille sombra dans la difficulté. Très tôt, les frères Nguyễn Tường côtoyèrent la pauvreté du monde paysan. Ceci influença plus tard la littérature de Nhất Linh et de Thach Lam.

## Études
Pendant son enfance, Nguyễn Tường Tam débuta sa scolarité à Cẩm Giàng à la petite école, puis il poursuivit à Hanoï à l'école élémentaire Bưởi. À l'âge de seize ans, il commença à écrire des poèmes qui sont publiés dans le magazine littéraire renommé Trung Bắc Tân Văn (La Gazette du Centre et Nord). À dix-huit ans, il fit publier son analyse du célèbre roman en vers Kim Vân Kieu ("Bình Luận Văn Chương về Truyện Kiều") dans la revue du lettré Pham Quynh Nam Phong tạp chí. 
À la fin de l'année, il passa son certificat d'études primaires mais, trop jeune pour intégrer le collège, il travailla comme secrétaire au Bureau des Finances à Hanoï. Il fit la connaissance de l'écrivain Tú Mỡ (Hồ Trọng Hiếu) et commença à écrire son premier recueil de nouvelles Nho Phong. À cette époque, il se maria avec Phạm Thị Nguyên. 
En 1924, il poursuivit ses études en médecine et en arts mais abandonna au bout d'un an.  
En 1926, il se rendit en Cochinchine (dans le sud du pays), et rencontra Trần Huy Liệu et Vũ Đình Di, deux militants du Parti national avec lesquels il voulut fonder un journal. Cependant, pour avoir participé aux funérailles du lettré moderniste Phan Châu Trinh, les deux militants furent arrêtés par la Sûreté générale. Nguyễn Tường Tam dut s'enfuir un temps au Cambodge où il vécut de ses dessins en cherchant à partir pour l'étranger. 
En 1927, il se rendit en France pour un voyage d'études. Il y apprit les sciences, le métier de journaliste et d'éditeur. En 1930, il passa sa licence en sciences (physique-chimie) et retourna au Viêtnam. 

## Activités littéraires
Les activités littéraires de Nguyễn Tường Tam se développèrent pleinement dans les années trente à son retour de France. 
Il demanda l'autorisation d'éditer le journal satirique Tiếng cười (Le rire) sans succès. En attendant l'autorisation officielle du Service de la Presse du Gouvernement général de l'Indochine, il enseigna au lycée privé Thăng Long. C'est à cette occasion qu'il fit la connaissance d'un professeur de lettres vietnamiennes nommé Trần Khánh Giư (connu sous le nom de plume Khái Hưng). C'est avec ce dernier qu'il écrivit plusieurs romans réédités jusqu'aujourd'hui. 
En 1932, Nguyễn Tường Tam racheta l'hebdomadaire Phong Hóa (Mœurs) des mains de Phạm Hữu Ninh et de Nguyễn Xuân Mai et devint directeur de ce journal à partir du numéro 14 (22 septembre 1932). Le journal prit une tournure satirique en parodiant les coutumes rétrogrades (de qui?) tout en exhortant la jeunesse à s'occidentaliser et à promouvoir l'individualisme. Cette année-là, il fonda avec une poignée d'intellectuels le Tự Lực văn đoàn ou Groupe littéraire autonome (littéralement "Groupe littéraire de ses propres forces"). Le groupe ne devait pas dépasser dix personnes pour éviter de demander une autorisation au Gouvernement Général. Il officialisa sa création dans le numéro 87 de la revue Phong Hóa le 2 mars 1934. 
Cependant, au mois de juin 1935, le journal fut suspendu pendant trois mois par les autorités coloniales à cause de la publication d'une caricature du Gouverneur de la province de Hà Đông (Hoàng Trọng Phu). Il put reparaître pendant un an avant d'être contraint à fermer définitivement à cause de son insolence peu appréciée par les autorités coloniales. Après quatre ans d'existence, son dernier numéro (n°190) parut le 5 juin 1936. 

Sigle du groupe Lumière utilisé entre 1937 et 1940.

Nguyễn Tường Tam ne s'arrêta pas là. Il publia un autre hebdomadaire, Ngày Nay (Temps Actuels) pendant quelque temps en 1935 avant la fermeture de Phong Hóa. Toujours agrémenté d'une couverture satirique illustrée, le journal développa dans ses colonnes de nombreux articles sur l'actualité politique, sociale et économique de l'Indochine, de l'Asie et de l'Europe. Il publia notamment sous la plume de l'intellectuel Hoàng Đạo une série d'articles sur les différentes doctrines politiques alors en cours dans le monde. En décembre 1936, l'écrivain et le Groupe littéraire autonome annoncèrent la création de l'association Ánh Sáng (Lumière) entièrement tournée vers les préoccupations sociales de la paysannerie et visant à réformer la vie campagnarde par l'hygiène. L'idée était de sortir la paysannerie du Tonkin de l'effroyable pauvreté et insalubrité dans laquelle elle se trouvait. 
En 1932 et 1939, Nguyễn Tường Tam écrivit ses principaux récits. Il fut remarqué pour sa « langue limpide, tour à tour poétique et précise ». Inspiré au départ par la littérature française, sa personnalité s'affirme avec le roman Đoạn tuyệt (Rupture), Lạnh lùng (Solitude) et les trois recueils Anh phải sống (Tu dois vivre), Tối tăm (Ténèbres) et Hai buổi chiều vàng (Deux après-midi ensoleillés). Il met en scène dans son œuvre le romantisme de la révolte. Il évoque en particulier l'engagement révolutionnaire de deux jeunes gens dans son roman à thèse Đôi bạn (Deux amis), écrit en 1936. Selon le chercheur Nguyen Tran Huan, l'influence des revues Phong Hóa et Ngày Nay "est immense sur le plan littéraire comme sur le plan socio-politique". 
Outre Nhất Linh, son nom de plume le plus connu, l'auteur écrivit dans la presse sous d'autres pseudonymes : Tam Linh, Bảo Sơn, Lãng Du, Tân Việt ; il signa ses dessins et ses peintures sous le nom de Đông Sơn.

## Activités politiques
Le passage des préoccupations sociales à l'activisme politique se concrétisa en 1938. Cette année là, Nguyễn Tường Tam fonda le Parti Hưng Việt (Restauration Vietnamienne) qui devait changer d'appellation et devenir le Đại Việt Dân chính Đảng (Parti Populaire et Démocratique du Grand Viêt-Nam) en 1939 qu'il dirigea en tant que secrétaire général. Les activités anti-françaises du Groupe littéraire furent peu à peu dévoilées et la toute jeune organisation placée sous la surveillance accrue de la Sûreté générale.
En 1940, les écrivains, artistes et chroniqueurs Hoàng Đạo, Khái Hưng, Nguyễn Gia Trí furent arrêtés pour leurs activités révolutionnaires et détenus à la prison de Son La jusqu'en 1943. Pendant ce temps, la cadet de la famille des Nguyễn Tường, Nguyễn Tường Bách continua la gestion du journal Ngày Nay jusqu'à son interdiction définitive en septembre 1940 après la sortie du numéro 224.
Pour échapper à la répression coloniale contre son Parti, Nguyễn Tường Tam dut s'enfuir en Chine dans la province de Quang Chau. Son jeune frère, l'écrivain Thach Lam, tuberculeux devait s'éteindre à Hanoï en 1942. Après son départ pour la Chine, le Đại Việt Dân chính fut quasiment décimé. De 1942 à 1944, Tam appris l'anglais et le chinois.
À Quảng Châu et Liễu Châu il rencontra les deux révolutionnaires Nguyễn Hải Thần et Hồ Chí Minh, ce dernier venant de sortir de prison. Nguyễn Tường Tam fut lui-même emprisonné quatre mois à Liễu Châu et libéré grâce à l'intervention du vieux révolutionnaire Nguyễn Hải Thần, compagnon de route de Phan Boi Chau. À sa libération, Tam poursuivit ses activités politiques au sein du nouveau front intitulé Việt Nam Cách mạng Đồng minh Hội (Ligue Révolutionnaire du Viêt-Nam, en abrégé Việt Cách ou DMH), puis se rendit à Kunming pour intégrer les rangs du Parti national (Việt Nam Quốc dân đảng) alors dirigé par Vũ Hồng Khanh. En mars 1944, au Congrès de la Ligue à Liuzhou, Nguyễn Tường Tam fut élu membre suppléant de cette organisation révolutionnaire exilée.
Dans le courant de l'année 1945, Nguyễn Tường Tam retourna au Viêt-Nam dans la province de Hà Giang puis se rendit de nouveau à Kunming et Tchunking pour obtenir le soutien des autorités nationalistes chinoises. Cette époque, où il fréquente assidument les milieux révolutionnaires se reflète dans son roman fleuve Giòng sông Thanh Thủy (Au fil du fleuve Thanh Thuy) publié à Saigon en trois volumes en 1961 dans lesquels il relate la lutte fratricide entre révolutionnaires du Việt Quốc et du Việt Minh. Le 9 mars 1945, les Japonais renversaient l'administration coloniale française et mettaient fin à quatre-vingts ans de domination française sur l'Indochine. À partir de la Chine du Sud, il ordonna à ses compagnons restés au Viêt-Nam de réactiver le journal Ngày Nay. Hoàng Đạo, Khái Hưng, Nguyễn Gia Trí et Nguyễn Tường Bách firent reparaître le journal, avec un ton plus politique à partir du 5 mai 1945. Le journal Ngày Nay devint l'organe officiel du Parti National du Viêt-Nam  (Việt Nam Quốc Dân Đảng, en abrégé Việt Quốc) et devait être édité jusqu'au mois d'août 1945.

Drapeau du Front des Partis nationalistes (1945-1946), également drapeau du VNQDD et du DVQDD jusqu'à nos jours.

En mai 1945, à Chongqing, le Parti Đại Việt Dân chính officialisa sa dissolution en intégrant définitivement le Parti national. Quant au Parti National, il prépara une alliance avec le Đại Việt Quốc dân Đảng (Parti National du Grand Viêt-Nam) dirigé par le révolutionnaire Trương Tử Anh. Nguyễn Tường Tam devint secrétaire en chef du Việt Nam Quốc dân Đảng. À la fin de l'année 1945, le Đại Việt Quốc dân Đảng et le Việt Nam Quốc dân Đảng officialisèrent leur union au sein du Mặt trận Quốc dân Đảng (Front des partis nationalistes) adoptant un hymne, un drapeau et une idéologie commune. 
Lorsque l'armée chinoise de Tchang Kaï-chek arriva au Việt Nam à la suite des accords de Potsdam (juillet 1945) pour y désarmer les forces japonaises qui avaient capitulées au mois d'août, Nguyễn Tường Tam revint à Hà Nội. Entretemps, la République Démocratique du Viêt-Nam avait été fondée par Hồ Chí Minh le 2 septembre 1945 et l'indépendance proclamée. À partir de son retour en janvier 1946, il devint une figure de l'opposition nationaliste au sein du Parti National et de son journal Viêt Nam très virulent contre le gouvernement Ho Chi Minh accusé de jouer le jeu des Français, de vouloir instaurer une dictature communiste et d'organiser la répression contre les forces nationalistes. Néanmoins, en mars 1946, Tam participa au Gouvernement d'Union et de Résistance comme Ministre des Affaires étrangères. Grâce aux pressions chinoises, il fut également membre non élu de la première Assemblée nationale du Viêt-Nam (70 sièges avaient été attribués à l'opposition en janvier 1946 à la suite d'un accord tripartite entre le Việt Minh et les forces de l'opposition, Việt Cách et Việt Quốc signé en décembre 1945).
En tant que Ministre des affaires étrangères de la RDVN, Nguyễn Tường Tam fut désigné pour diriger la délégation vietnamienne à la Conférence de Dalat. Il se fit remarquer pour sa répartie contre les ambitions françaises mais boycotta une partie des échanges. Il refusa de prendre la tête de la délégation vietnamienne devant se rendre à la Conférence de Fontainebleau pour poursuivre les négociations arrêtées à Dalat. Menacé personnellement comme de nombreux autres chefs nationalistes, arrêtés puis éliminés par les commandos d'assassinat du Viêt-Minh, il quitta le gouvernement de la RDVN et s'exila en Chine au mois de mai 1946. Il résida à Hong Kong jusqu'en 1951 avant de rejoindre Hanoï et déclarer se détacher de toute action politique.
Entretemps, il joua un rôle actif à Nankin en 1947 lors de la fondation avec Trần Văn Tuyên, Phan Quang Đán, Nguyễn Văn Hợi, Nguyễn Hải Thần et Lưu Đức Trung le Mặt trận Thống nhất Quốc gia Liên hiệp ou Front National Unifié (dit Front de Nankin) dans le but de soutenir l'ex-empereur Bảo Đại dans la mise sur pied d'un État nationaliste concurrent de la RDVN de Ho Chi Minh. Le Front avait pour but de lutter à la fois contre le Viêt-Minh et contre la France mais dut se dissoudre en 1950 sur un constat d'échec.
En 1951, Nguyễn Tường Tam revint donc dans son pays pour y reprendre ses activités littéraires. Il fonda la maison d'éditions Phượng Giang et réédita les œuvres du Groupe littéraire autonome. En 1953, Tam s'installa à Đà Lạt.
En 1958, il quitta Đà Lạt pour Saigon où il créa la revue littéraire Văn Hóa Ngày Nay, édita 11 numéros avant d'être suspendue par le nouveau régime de Ngô Đình Diệm. En 1960 il participa à la création du Mặt trận Quốc dân Đoàn kết ou Front National d'Union pour soutenir le coup d’État organisé par deux officiers rebelles, le colonel Nguyễn Chánh Thi et le lieutenant-colonel Vương Văn Đông. Cependant, le coup d’État échoua et Tam fut assigné à résidence.
Soupçonné de complot contre Ngô Đình Diệm, il devait comparaître au tribunal le 8 juillet. La nuit du 7 juillet, dans sa demeure, Nguyễn Tường Tam  se suicida pour protester contre cette accusation. Il expliqua son geste politique dans une lettre restée célèbre :
"De ma vie, l'histoire jugera. Je ne supporte pas que quelqu'un puisse me juger. Arrêter et condamner l'opposition nationale est une faute grave, et fera tomber notre pays dans les mains des communistes. De la sorte, je m'autodétruis comme le vénérable Thich Quang Duc s'est immolé par le feu en signe d'avertissement à tous ceux qui piétinent les libertés" (Đời tôi để lịch sử xử. Tôi không chịu để ai xử tôi cả. Sự bắt bớ và xử tội những phần tử quốc gia đối lập là một tội nặng, sẽ làm cho nước mất về tay Cộng sản. Vì thế tôi tự hủy mình cũng như Hòa Thượng Thích Quảng Đức đã tự thiêu là để cảnh cáo những ai chà đạp mọi thứ tự do),.

## Famille
Phạm Thị Nguyên (1909-1981), l'épouse de Nguyễn Tường Tam était originaire du village de Phượng Dực, district de Thường Tín, province de Hadong (Hà Đông). Elle est morte en France le 6 mai 1981. Depuis 2001, ces cendres reposent avec celle de son mari dans le caveau familial à Hội An dans la province de Quảng Nam.
Nguyễn Tường Tam et sa femme eurent sept enfants : cinq garçons (Nguyễn Tường Việt, Nguyễn Tường Triệu, Nguyễn Tường Thạch, Nguyễn Tường Thiết, Nguyễn Tường Thái) et deux filles (Nguyễn Kim Thư, Nguyễn Kim Thoa).

## Œuvres

### Romans
- Gánh hàng hoa (avec Khái Hưng, 1934)
- Đời mưa gió (avec Khái Hưng, 1934)
- Nắng thu (1934)
- Đoạn tuyệt (1934-1935)
- Lạnh lùng (1935-1936)
- Đôi bạn (1936-1937)
- Bướm trắng (1938-1939)
- Xóm cầu mới (1949-1957)
- Giòng sông Thanh Thủy (1960-1961)

Ba người bộ hành
Chi bộ hai người
Vọng quốc

### Nouvelles,
- Nho phong (1924)
- Người quay tơ (1926)
- Anh phải sống (avec Khái Hưng, 1932 - 1933)
- Đi Tây (1935)
- Hai buổi chiều vàng (1934-1937)
- Thế rồi một buổi chiều (1934-1937)
- Thương chồng (1961)

### Essai
- Viết và đọc tiểu thuyết (1952-1961)

### Traductions françaises
- Nhat Linh, "La gomme", in Vietnam. Récits du XXe siècle, Paris, L'Harmattan, 2007, p. 59-67.

- Nhat Linh, Solitude, Paris, You Feng, 2006. (traduit du vietnamien par Tam Quy).

- Khai Hung & Nhat Linh, Tu dois vivre (édition bilingue), Paris, You Feng, 1994. (traduit du vietnamien par Marina Prévot. Préface et introduction de Dinh Trong Hieu).

## Études sur l’œuvre de Nhất Linh Nguyễn Tường Tam
- Bui Xuan Bao, Naissance et évolution du roman vietnamien moderne, 1925-1945, Paris, Đường Mới, 1985.
- Lê Hữu Mục, Thân thế sự nghiệp Nhất Linh (tức Luận đề về Nhất Linh tập II), Huế, Nhận-Thức, 1958.
- Nguyen, Martina, The Self-Reliant Literary Group (Tu Luc Văn Đoàn): Colonial  Modernism in Vietnam, 1932-1941, PhD Thesis, University of California, Berkeley, 2012.

- Nguyen Van Ky, La société vietnamienne face à la modernité. Le Tonkin de la fin du XIXe siècle à la Seconde guerre mondiale, Paris, L'Harmattan, coll. Recherches asiatiques, 1995.
- [NTG], Nhất Linh, Người Chiến Sĩ - Người Nghệ Sĩ [Nhat Linh, l'artiste et le combattant], Westminster, CA, Thế Kỷ, 2004.

- Nhật Thịnh, Chân dung Nhất Linh hay thân thế sự nghiệp Nguyễn Tường Tam [Portrait de Nhat Linh ou la vie et l’œuvre de Nguyen Tuong Tam], Đại Nam, [1986]. Fac-similé de l'édition parue à Saigon.
- Vu Gia, Nhất Linh trong tiến trình hiện đại hóa văn học [Nhat Linh dans le processus de modernisation littéraire], Hanoï, NXB Văn Hóa, 1995.